# تل الزوكي
قرية تل الزوكي هي إحدى القرى التابعة لمركز طما بمحافظة سوهاج في جمهورية مصر العربية. حسب إحصاءات سنة 2006، بلغ إجمالي السكان في تل الزوكي 6,331 نسمة، منهم 3,184 رجلا و3,147 امرأة.